# Anglicizare
Anglicizarea se prezintă ca o tendință a limbilor actuale de a lăsa să pătrundă, mai ales, în domeniul vocabularului, influența engleză, aceasta manifestându-se, deci, ca element de superstrat. Fenomenul este cu atât mai interesant, cu cât are loc între limbi neînrudite genealogic; prin faptul că acesta cuprinde astăzi un număr tot mai mare de limbi, el are tendința de internaționalizare, relevând o nouă dimensiune a contactului între limbi.
Dacă luăm ca exemplu limba română, constatăm că acest element de superstrat are o pondere destul de mică în ansamblul lexicului din perspectiva structurii sale etimologice. Două sunt aspectele sub care se manifestă influența engleză asupra limbii române actuale :
1. Un aspect vizează categoria neologismului necesar și în acest caz avem în vedere cele câteva domenii în care lexicul de origine engleză s-a impus și a intrat în circulație atât în limba scrisă, cât și în varianta vorbită; în funcție de domeniu circulația unor astfel de elemente lexicale poate prezenta un caracter larg popular; un exemplu, în acest sens, îl constituie terminologia sportivă, unde anglicismele s-au impus și unde uneori chiar au creat un prototip după un model englezesc presupus, ceea ce demonstrează o anumită productivitate a modelului ; vezi, de exemplu, explicația cuvântului tenisman, cuvânt inexistent în limba engleză.
2. Un alt aspect ține de moda lingvistică și are, deci, un caracter mult mai superficial și, în mare parte, efemer. Utilizarea englezismelor astăzi, mai ales, în vorbirea tinerilor, depășește limitele "clasice" ale jargonului, care indicau un mijloc de manifestare nu numai a snobismului dar și a diferențelor sociale. Englezismele din limbajul actual al tinerilor sunt mai ales elemente lexicale (cuvinte și expresii) preluate din limbajul familiar, vorbit (ok, cool, fresh etc.) și reprezintă un mijloc de "internaționalizare" comportamentală și, prin opoziție cu jargonul "clasic", o modalitate de ștergere a diferențelor sociale și naționale.
Reacția "oficială" împotriva anglicismelor a fost, inițial, una de respingere și ea s-a manifestat cu putere, mai întâi, în spațiul de limbă franceză.
Este binecunoscută încercarea, practic, inutilă a factorilor decizionali din Franța de interzicere prin lege a extinderii utilizării cuvintelor englezești. Oficialitățile românești de resort nu au acționat altfel "promovând" legea Pruteanu, iar eficacitatea aplicării ei, probabil, va concura ineficiența celei franceze. Va trebui să se mai scurgă un interval de timp pentru ca să ajungem să ne întrebăm și noi, mai mult sau mai puțin retoric, dacă anglicismele prezintă un pericol sau un mijloc de îmbogățire a vocabularului.
Anglicizarea actuală a unor limbi, deși prezintă o tendință de internaționalizare, rămâne un fenomen procentual scăzut, rezultat din evoluția firească a unei limbi sau a alteia, iar din punct de vedere lingvistic el se circumscrie fenomenelor de superstrat.